# ترمس معمر
الترمس المعمر (باللاتينية: Lupinus perennis) نوع نباتي يتبع جنس الترمس من الفصيلة البقولية المعروفة بقدرتها على تثبيت النيتروجين الجوي من خلال بكتيريا المستجذرة.
موطنه الجزء الشرقي من أمريكا الشمالية حيث يتواجد في شمال شرق الولايات المتحدة وفي جنوب مقاطعة أونتاريو الكندية.

## الوصف النباتي
نبات معمر ذو أزهار زرقاء.